# Carquemis

O local da antiga cidade de Carquemis ou Karkamis, chamado atualmente de Jerablus, situa-se na fronteira entre a Turquia e Síria, aproximadamente a 100 km o NE de Alepo. Pela sua localização geo-estratégica, foi uma importante cidade comercial e base militar na parte superior do Rio Eufrates.
Escavações feitas no local da antiga Carquemis, revelaram um grande número de documentos no idioma hitita. Pertenceu durante aproximadamente dois séculos durante a segunda metade do segundo milénio a.C. ao Império Hitita. 
Depois foi conquistada pelo rei Sargão II da Assíria, que governou entre 722 e 705 a.C., e uma inscrição relata que nessa altura chegou-se a pensar para transformá-la na nova capital do reino. Mas os seus herdeiros não se interessaram por tal plano.
Também foram achados vestígios arqueológicos indicando uma forte influência egípcia.
Em 605 a.C., Nabucodonosor II, ainda como príncipe herdeiro, derrota o Faraó Neco II na Batalha de Carquemis. (Jeremias 46:2,6,10; II Reis 24:7)
Isso marcou o fim da presença egípcia na região do corredor Siro-Israelita (entre 609 a.C. a 605 a.C.) e do que restava do Império Assírio.